# Mihrab (Mythologie)
Mihrāb (auch Mehrāb und Michrab) ist in der persischen Mythologie nach den Überlieferungen des Schahname von Abū l-Qasem-e Ferdousī Herrscher von Kabulistan und Vater von Rūdābeh. Mihrāb, verheiratet mit Sindocht (Sīndoxt), stammt von Azhi Dahaka dem Araber ab, ist aber Sam, einem Gefolgsmann von Schah Manūtscher von Iran, tributpflichtig.

Mihrāb trifft auf Zāl, den Sohn von Sam, und schildert auf Nachfrage seiner Tochter Rūdābeh Zāl in solch leuchtenden Farben, dass sie sich unmittelbar in Zāl verliebt. Friedrich Rückert lässt Mihrāb in seiner Übersetzung des Schahname folgende Verse über Zāl sprechen: 

„Wie er im Sattel sitzt und die Hand
Den Zaum führt, schildert kein Bild an der Wand.
Sein Herz und sein Mut sind Löwen gleich,
Seine zwo Hände sind Strömen gleich.
Gold, wo er thront, mag er spenden aus;
Tod, wo er kämpft, mag er senden aus;
Löschend im Schlachtfeld den Staub mit Blut,
Versprühend des Schwertes kristallene Flut.
Seine Wang' eine Purpurblüte,
Jung ist sein Alter, sein Glück, sein Gemüte.
…
Als Rudabe die Rede vernahm,
Ihr auf die Wangen Granatblüte kam.
Ihr Herz war voll Liebesfeuer zu Zal,
Schlaf und Eßlust verging ihr zumal.“